# Charles Stanley (8e comte de Derby)
Pour les articles homonymes, voir Charles Stanley.
Charles Stanley, 8e comte de Derby (19 janvier 1628 – 21 décembre 1672) est un noble anglais. Il est le fils unique de James Stanley, 7e comte de Derby, et de Charlotte de La Trémoille.

## Biographie
Charles Stanley sous le nom de Lord Strange, participe à la Guerre civile anglaise. Exilé en France à l'époque de la condamnation de son père en 1651, il tente sans succès d'obtenir sa grâce. Après avoir recouvré son comté de Derby, il vit tranquillement à Bidston Hall dans le Cheshire, n'intervenant que pour soutenir le soulèvement sans suite de George Booth, 1er Baron Delamer  en 1659. Le 29 mai 1660, il est restauré comme seigneur de Man et cherche à prendre sa revanche sur le patriote William Christian, le cousin d'Edward Christian, commandant des forces parlementaires de Man qui avait usurpé le pouvoir. Christian qui était en prison pour dettes est relâché et envoyé à Man où il refuse de reconnaître l'autorité d'un tribunal local. Il est néanmoins condamné et exécuté sans jugement le 2 janvier 1663. Il avait fait appel auprès du roi Charles II d'Angleterre qui avait reçu sa demande trop tard. Le roi décide toutefois de restituer ses domaines à son fils et de relâcher les autres rebelles toujours incarcérés. Pendant le reste de règne du seigneur de Man est marqué par ses efforts afin de développer l'éducation dans l'île bien que la population confirme son attachement à sa langue locale le Mannois en opposition à l'Anglais.

## Union  et postérité
Charles Stanley épouse en 1650 Dorothea Helena Kirkhoven (morte en 1674), fille de Jehan, Lord de Heenvliet et de son épouse, Katherine Stanhope plus tard comtesse de  Chesterfield qui lui donne deux fils:
- William Stanley (9e comte de Derby)
- James Stanley (10e comte de Derby)

Dorothea entretient par ailleurs une relation extraconjugale avec Charles II dont elle a un enfant. Ce fils nommé George (1658-1730), est élevé à Windsor par l'épouse d'un canonnier nommé Swan. George prend ensuite le nom de Swan. Bien que le roi le reconnaisse, George n'est pas anobli comme les autres enfants illégitimes de Charles II. Ce dernier aurait dit à ce propos : « je n'ai pas osé faire de lui un canard, il était déjà un oiseau bien plus noble » (swan en anglais signifie « cygne »). George Swan devient par la suite un bourgeois de Glasgow, et il a au moins deux filles.